# Robert Smythe Hichens
Robert Smythe Hichens o Robert Hichens (14 de noviembre de 1864 – 20 de julio de 1950) fue un periodista, novelista, letrista musical, cuentista, crítico musical y colaborador en obras de éxito inglés. Es recordado como un satírico de los "Naughty Nineties".

## Biografía
Hichens nació en Speldhurst en Kent, hijo mayor de un clérigo. Fue educado en el Clifton College, el Royal College of Music y desde el principio tuvo el deseo de ser músico. Más tarde en la vida sería crítico musical en el World, ocupando el lugar de George Bernard Shaw. Estudió en el London School of Journalism. Hichens fue un gran viajero. Egipto fue uno de sus destinos favoritos - fue por primera vez allí en la década de 1890 por su salud. Durante la mayor parte de su vida posterior vivió fuera de Inglaterra, en Suiza y en la Riviera. Hichens era homosexual; nunca se casó.
La primera novela de Hichens, The Coastguard's Secret (1886), fue escrita por él cuando sólo tenía diecisiete años. Llegó a ser bien conocido entre el público lector con The Green Carnation (1894), una sátira de sus amigos Oscar Wilde y Lord Alfred Douglas; ya que la obra aclaró que Wilde era homosexual fue retirada de su publicación en 1895, pero no antes de ayudar a establecer las bases para la desgracia y la ruina pública de Wilde.
Hichens fue también amigo de otros muchos escritores, entre ellos E. F. Benson y Reginald Turner, así como de la compositora Maude Valerie White.
El primer gran éxito de Hichens fue An Imaginative Man (1895); establecido en la ciudad de El Cairo, Egipto, un lugar que fascinó a Hichens, es un estudio de la locura, en el que el héroe tiene un número de aventuras sexuales y luego rompe su cabeza contra la Gran Esfinge. Otras obras de ficción temprana incluyen The Folly of Eustace (1896), una colección de historias entre las que se incluyen algunas sobrenaturales; Flames (1897), una historia que se asemeja a El extraño caso del doctor Jekyll y el señor Hyde; The Londoners (1898), una sátira del Londres decadente; The Slave (1899), una fantasía sobre una esmeralda increíble; Tongues of Conscience (1900), una colección de cinco historias de terror que incluye "How Love Came to Professor Guildea" (esta historia es acerca de una visita sobrenatural y es considerada por algunos como la mejor obra de ficción de Hichens - se antologiza con frecuencia). "How Love Came to Professor Guildea" no fue bien recibida inicialmente; Frederic Taber Cooper denominó a la historia como "un fragmento horrible de morbosidad" y Edmund Wilson la desestimó considerándola "basura". Comentarios posteriores de la historia fueron más positivos; para J. A. Cuddon "How Love Came to Professor Guildea" era "excepcional" y la equiparó a "The Horla" de Guy de Maupassant y a "The Beckoning Fair One" de Oliver Onions. Brian Stableford describió la historia como una "auténtica obra maestra de la literatura de terror", y Jason Colavito describió "How Love Came to Professor Guildea" como "posiblemente una de las más grandes historias de su época".
El Felix de Hichens (1902) es un temprano tratamiento ficticio de la adicción hipodérmica a la morfina, mientras que The Garden of Allah (1904) se vendió bien internacionalmente y fue llevada al cine en tres ocasiones.
Hichens publicó sus memorias en 1947, Yesterday.

## Obra
Novelas
- The Coast Guard's Secret (1886)
- The Green Carnation (publicado anónimamente, 1894; reeditado, 2009)
- An Imaginative Man (1895)
- Flames (1897)
- The Londoners (1898)
- The Slave (1899)
- The Prophet of Berkeley Square (1901)
- Felix (1902)
- Black Spaniel, and Other Stories (1905)
- The Garden of Allah (1904), elaboradamente presentado como una obra de teatro en la ciudad de Nueva York y filmado tres veces, en 1916, 1927 (con Alice Terry) y 1936 (una de las primeras representaciones en Technicolor de tres tiras, con Marlene Dietrich y Charles Boyer)
- Call of the Blood (1905)
- Barbary Sheep (1907)
- Bella Donna (1909), interpretada por Alla Nazimova en Broadway en 1912, filmado en 1915 y en 1923
- The Spell of Egypt (1911)
- The Dweller on the Threshold (1911)
- The Way of Ambition (1913)
- In the Wilderness (1917)
- Snake-Bite (1919)
- Mrs. Marden (1919)
- Spirit of the Time (1921)
- December Love (1922)
- The Last Time (1924)
- After The Verdict (1924)
- The First Lady Brendon (1927)
- Mortimer Brice (1932)
- The Paradine Case (1933) – Versión cinematográfica dirigida por Alfred Hitchcock en 1947
- The Power To Kill (1934)
- The Pyramid (1936)
- The Sixth of October (1936)
- Daniel Airlie (1937)
- Secret Information (1938)
- The Journey Up (1938)
- That Which Is Hidden (1939)
- The Million (1940)
- A New Way of Life (1941)
- Veils (1943)
- Harps in the Wind (1945)

Colecciones
- The Folly of Eustace: And Other Stories (1896)
- Bye-Ways (1897)
- Tongues of Conscience (1898, 1900)
- The Black Spaniel: And Other Stories (1905)
- Snake-Bite: And Other Stories (1919)
- The Return of the Soul and Other Stories (2001; ed. S. T. Joshi)

No ficción
- Yesterday (1947)

Antologías que contienen historias de Hichens
- Great Short Stories of Detection, Mystery and Horror 1st Series (1928)
- Alfred Hitchcock Presents (1957)
- The 2nd Fontana Book of Great Ghost Stories (1966)
- Medley Macabre (1966)
- Black Water (1984)
- I Shudder at Your Touch (1992)
- 4 Classic Ghostly Tales (1993)

Historias cortas
- "How Love Came to Professor Guildea" (1900)
- "Demetriadi's Dream"